# Cerkiew św. Eliasza w Zadarze
Cerkiew św. Eliasza – prawosławna cerkiew w Zadarze, należąca do parafii w dekanacie benkovačkim eparchii dalmatyńskiej Serbskiego Kościoła Prawosławnego.

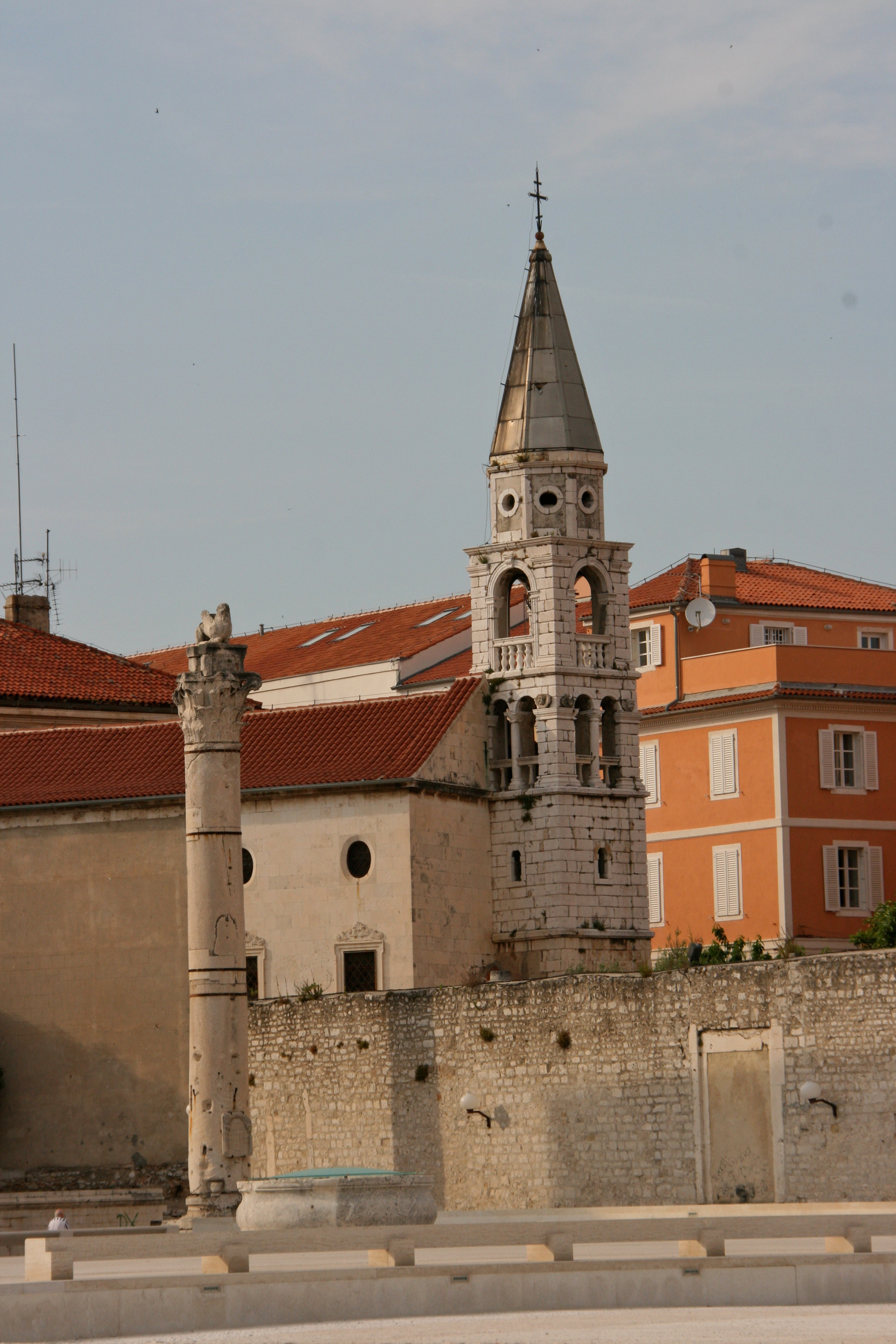
Widok ogólny cerkwi

Cerkiew została wzniesiona w ostatnich latach XVIII stulecia w stylu późnobarokowym na miejsce starszej świątyni tego samego wyznania, użytkowanej przez społeczność grecką. Według innego źródła w XVIII wieku dokonano jedynie przebudowy świątyni wzniesionej w XVI w. na miejscu budynku średniowiecznego. Obiekt przejęła wówczas serbska społeczność Zadaru.
W cerkwi znajduje się zbiór ikon powstałych od XVI do XVIII wieku.